# Johnny Flash
Johnny Flash ist ein Film des deutschen Experimental-Filmers Werner Nekes aus dem Jahr 1986. Helge Schneider und Andreas Kunze übernahmen jeweils verschiedene Rollen.
Der Film wurde im Oktober 1986 bei den Hofer Filmtagen uraufgeführt und kam am 28. Januar 1988 in die bundesdeutschen Kinos.

## Handlung
Der arbeitslose Elektriker Jürgen Potzkothen wohnt bei seiner Mutter und träumt von einer Karriere als Schlagersänger. Als er sich mit einem Demoband beim Künstleragenten Terrence Toi vorstellt, wird er – eher zufällig – engagiert und bekommt den Künstlernamen Johnny Flash. Zur gleichen Zeit möchte ihn jedoch auch die Musikredakteurin Cornelia Dohm für ihre Musiksendung engagieren. Im entstehenden Wettstreit zwischen den Musikagenten wird der naive Jürgen zum Spielball kommerzieller Interessen. Letztendlich jedoch verschafft ihm der von Toi organisierte Gesangsauftritt bei einer Schlager-Hitparade den großen Durchbruch. Er wird über Nacht zum großen Star, während Cornelia Dohm von Begeisterten niedergetrampelt wird.

## Entstehungsgeschichte
Der Film entstand mit teilweise einfachsten Mitteln und improvisierten Dialogen an Originalschauplätzen in der Innenstadt von Mülheim an der Ruhr.
Viele Rollen im Film wurden – sei es aus Kosten- oder aus künstlerischen Gründen – mit demselben Schauspieler besetzt. So erhielt Andreas Kunze die Möglichkeit, in insgesamt neun Rollen, u. a. als Mutter, Künstleragent, Optiker, Herrenausstatter, Sparkassenangestellter etc. ein breites Spektrum schauspielerischer Darstellung zu zeigen.
Der Star des Films ist jedoch der damals noch relativ unbekannte Helge Schneider, der als aufstrebender Schlagersänger Jürgen Potzkothen Teile seiner eigenen Biografie im Film verarbeitet. Schneider steuerte auch die Musik bei, wurde gar selbst zu Johnny Flash, eine Tendenz, die er auch auf seinem ersten Album Seine größten Erfolge weiterführte. Bis heute führt Schneider Songs aus Johnny Flash im Repertoire.
Der damals 26-jährige Christoph Schlingensief war als Aufnahmeleiter, Kamera-Assistent und Darsteller an der Produktion beteiligt.
Werner Nekes zeigte anlässlich der Beisetzung des Schauspielers Andreas Kunze am 19. April 2010 Ausschnitte mit alternativen Szenen, in denen Helge Schneider und Andreas Kunze die Rollen getauscht hatten.

## Rezeption
Für die Filmkritik wurde Johnny Flash zum Einordnungsproblem. Der Film unterscheidet sich völlig von anderen Arbeiten von Werner Nekes, der sich sonst vor allem im Bereich des Experimental-Films bewegt. Denn wenn man auch dem Film einen experimentellen Charakter nicht absprechen kann (die Machart ließe sich als alternativ bezeichnen, und auch einige tricktechnische Spielereien wie Mehrfachbelichtungen sind enthalten), ist er doch eindeutig vom kommerziellen Kino beeinflusst. Der Plot des aufsteigenden Künstlers ist ein in Hollywood häufig verwendeter. Die einfache, stellenweise schlicht alberne Handlung lässt vergeblich nach einer tieferen Meta-Ebene suchen. Um jedoch eine Genre-Parodie zu sein, ist Johnny Flash wiederum mit zu großem Ernst inszeniert. Helge Schneider berichtet in seiner Autobiografie, dass am Set ein großer Wille zur Professionalität und eine fast erdrückende Ernsthaftigkeit geherrscht hätten. Dazu kommt noch ein gewisser Heimat-Aspekt, da die meisten Szenen an identifizierbaren realen Orten in Mülheim und Gelsenkirchen gedreht wurden. Der Film wurde oft als ein „Ruhrgebiets-Film“ bezeichnet.
Johnny Flash besticht durch die große Authentizität seiner Darsteller, ist aber gleichzeitig von hemmungslosem Wühlen in Filmklischees geprägt, streckenweise eindeutig komödiantisch angelegt und hoffnungslos platt. Gerade dieser Widerspruch macht seinen Reiz aus.
Obwohl nur kurz in wenigen Kinos gezeigt und kommerziell erfolglos, wurde Johnny Flash besonders unter Fans von Helge Schneider zu einer Legende. In Schneiders eigenen Filmen finden sich viele stilistische Anklänge an Johnny Flash, der so zu einer Art Urtypus einer neuen Art deutschen Films wird. Im Film 00 Schneider – Jagd auf Nihil Baxter aus dem Jahr 1995 gibt Schneider sogar noch einen Gastauftritt für die Rolle des Johnny Flash; ebenso findet sich in diesem Film eine weitere Anspielung auf Johnny Flash in der Aussage des Zirkusclowns Metulskie, er habe doch besser auf seine Mutter hören und Schlagersänger werden sollen. Johnny Flash steht als ein Unikum im Schaffen des Regisseurs wie auch in der deutschen Filmlandschaft da, was wohl nicht zuletzt den Kult um ihn ausmacht.

## Kritiken
- „Johnny Flash von 1986 besticht wie gehabt durch absurden Humor, köstlich laienhafte Schauspieler und beste schneidereske Musikeinlagen. Regisseur Werner Nekes führt durch diesen charmanten Ruhrpott-Reigen, der aufgrund seiner mittelmäßigen handwerklichen Qualität nur bei Die-Hard-Schneider-Fans Anklang finden wird. Aber derer sind bekanntlich viele.“ (VideoWoche)
- „Die Schlagerkomödie eines Experimentalfilmemachers. Mit dem ganz jungen Helge Schneider. Grazil und quirlig, unberechenbar albern und schon genauso genial wie fürderhin. Allerdings noch nicht aufs Solo fixiert, sondern im Duo mit dem unfaßbar komischen Andreas Kunze, der als Mutter, Manager, Briefträger, Musikfachverkäufer oder Optiker die ganze Welt repräsentiert. Mülheim an der Ruhr war dezentrales Zentrum einer förmlich freien Filmkunst.“ (Rainer Knepperges in Der neue Kanon des deutschen Films. SigiGötz-Entertainment #30)